# Верхняя Ия
Верхняя Ия — деревня в Высокогорском районе Татарстана. Входит в состав Иске-Казанского сельского поселения.

## География
Находится в северо-западной части Татарстана на расстоянии приблизительно 25 км на восток по прямой от районного центра поселка Высокая Гора.

## История
Существовала ещё во времена Казанского ханства.

## Население
Постоянных жителей было: в 1782 году — 28 душ мужского пола, в 1859—434, в 1897—586, в 1908—640, в 1926—826, в 1938—584, в 1949—474, в 1958—340, в 1970—203, в 1989 — 57, 48 в 2002 году (русские 77 %), 40 в 2010.